# Рассел, Энн, графиня Бедфорд
Энн Рассел, графиня Бедфорд (урожденная леди Энн Карр) (англ. Anne Russell, Countess of Bedford; 9 декабря 1615 — 10 мая 1684) — богатая английская дворянка, жена Уильяма Рассела, 5-го графа Бедфорда, пэра и солдата во время Гражданской войны в Англии, который после её смерти получил титул 1-го герцога Бедфорда. Её матерью была печально известная Фрэнсис Говард (1590—1632), которая была соучастницей убийства. Примерно в 1638 году Энн была объектом по меньшей мере двух портретов фламандского художника Энтони Ван Дейка.

## Происхождение
Леди Энн Карр родилась в Лондонском Тауэре 9 декабря 1615 года, единственный ребёнок и наследница Роберта Карра, 1-го графа Сомерсета (1587—1645), и леди Фрэнсис Говард (1590—1632). Энн была крещена 16 декабря 1615 года в церкви Святого Мартина в Ладгейте. Во время её рождения её родители были заключены в тюрьму по обвинению в участии в смертельном отравлении сэра Томаса Овербери в 1613 году. Они оба были приговорены к смертной казни, но позже избежали казни. Её мать призналась в соучастии в преступлении, но отец настаивал на своей невиновности. Семья оставалась в Тауэре до января 1622 года, когда король Яков I помиловал графа и графиню Сомерсет.

## Брак и дети
Леди Энн Карр была описана как добродетельная и одна из трех красавиц королевского двора. Её красота привлекла внимание Уильяма Рассела, сына и наследника Фрэнсиса Рассела, 4-го графа Бедфорда, и Кэтрин Бриджес. Вспомнив печально известный скандал, вызванный родителями Энн; в частности, печально известную репутацию её матери, а также позор её собственного рождения в Лондонском Тауэре во время заключения Сомерсетов, отец Уильяма решительно воспротивился этому браку, предупредив своего сына, чтобы он был «настороже против опасной красоты Энн Карр». Между Уильямом и Энн возникла страстная привязанность, и первая отказалась подчиниться желаниям своего отца в этом вопросе. Король Англии Карл I Стюарт, который был сторонником этого брака, в конце концов убедил графа дать свое согласие на брак. Таким образом, 11 июля 1637 года в церкви Святого Бенета, Уорф Пола, Лондон, Уильям Рассел и Энн Карр поженились. Она принесла ему состояние в 12 000 фунтов стерлингов и лондонскую недвижимость, на которой стоял Саутгемптон-хаус, который стал Бедфорд-хаусом и был построен позже в этом столетии как Блумсбери-сквер.
Примерно в 1638 году знаменитый фламандский художник Энтони ван Дейк написал по меньшей мере два портрета Анны.
Когда Уильям унаследовал титул 5-го графа Бедфорда 9 мая 1641 года после смерти своего отца, а его супруга Энн стала графиней Бедфорд. Она никогда не была герцогиней Бедфорд, так как Уильям не был создан герцогом до десяти лет после её смерти.
Пара проживала в Уоберн-Эбби в Бедфордшире, и, как говорили, их брак был счастливым.

## Дети
- Фрэнсис Рассел, лорд Рассел (1638 — 14 января 1678)
- Уильям Рассел, лорд Рассел (29 сентября 1639 — 21 июля 1683), с 1669 года был женат на леди Рэйчел Ризли (ок. 1636—1723). Отец Ризли Рассела, 2-го герцога Бедфорда
- Джон Рассел, умер в детстве
- Лорд Эдвард Рассел (1643 — 30 июня 1714), с 1689 года был женат на Фрэнсис Уильямс (ок. 1654—1714)
- Лорд Роберт Рассел (ок. 1645 — ок. 1703), был женат с 1690 года на своей кузине Летиции Чик
- Энн Рассел (ок. 1650—1657)
- Лорд Джеймс Рассел (ок. 1651 — 22 июня 1712), был женат на Элизабет Ллойд и Элизабет Райт
- Джордж Рассел (ок. 1652—1692), женат на Мэри Педлтон
- Леди Диана Рассел (9 апреля 1952 — 13 декабря 1701), 1-й муж с 1667 года Гревиль Верни, 9-й барон Уиллоуби де Брок[англ.] (1649—1668); 2-й муж с 1675 года генерал-майор Уильям Алингтон, 3-й барон Алингтон[англ.] (ок. 1641—1685)
- Кэтрин Рассел, умерла в детстве
- Леди Маргарет Рассел (31 август 1656 — ок. 1702), муж с 1691 года адмирал флота Эдвард Рассел, 1-й граф Орфорд[англ.] (1653—1727).

## Смерть
Энн умерла 10 мая 1684 года в аббатстве Уоберн. Её смерть произошла через год после того, как её сын Уильям Рассел стал одним из заговорщиков в заговоре Рай-хауса. Позднее он был арестован и обезглавлен 21 июля 1683 года за измену королю (Карлу II) и герцогу Йоркскому (позже Якову II). В то время считалось, что её смерть была вызвана потрясением, которое она получила при казни Уильяма; с этого момента её здоровье заметно ухудшилось, и она так и не оправилась . Она была похоронена в Бедфордской часовне в приходской церкви Ченис, Бакингемшир, 16 мая.
Великолепный памятник из белого мрамора Анне и её мужу занимает западную стену часовни. Она изображена рядом со своим мужем в классической драпировке на высоком пьедестале, сидящей в позе, предназначенной для выражения горя.